# 2014年ソチオリンピックの開会式
2014年ソチオリンピックの開会式（2014ねんソチオリンピックのかいかいしき）は、ソチ・オリンピックスタジアムで2014年2月7日に挙行された。2014年に因み、20時14分（モスクワ時間）に開始され、23時2分（同時間）に終了した。
本大会はトーマス・バッハが国際オリンピック委員会会長就任後、最初に開催されたオリンピックでもあった。
ウラジーミル・プーチン大統領によって開会が宣言された。4万人の観客は2000人と見積もられているパフォーマーとともにスタジアムに参集した。

## 準備
開会式の会場となるソチ・オリンピックスタジアムは、オリンピックのために建設された。ソチ・オリンピックスタジアムは、2014年ソチオリンピックでは開閉会式のためだけに使用される。
 コンスタンティン・エルンストが開会式のプロデューサーとなった。

## プログラム
開会式の前にロシアのポップデュオt.A.T.u.の公演が行われた。

ロシア内務省合唱団が、ダフト・パンクの『Get Lucky』をカバー歌唱した。

### 開会式の冒頭(Opening Act)
ロシア人のリザ・テムニコワ(ロシア語:Лиза Темникова、1993年 - )が演じた少女「リュボフ（ロシア語で「愛」を意味する）」(以下、リュボフorルボフ)がロシア語アルファベットを暗唱する映像がスクリーンに映された。
それぞれの文字に関連のあるロシアの有名人や名所が織り込まれた。リュボフは、凧の糸を引きながらやがてステージを離れながら宙に舞った。空中で広大で多様なロシアの国土の風景をあらわす9のフロートが、眠りについたリュボフを横切り移動した。
| 文字 | 単語                                                                                            |
| ---- | ----------------------------------------------------------------------------------------------- |
| А    | Азбука（アルファベット教本を持つキュリロス&メトディオス兄弟）                                   |
| Б    | Байгал（バイカル湖）                                                                            |
| В    | Вертолёт Сикорского（イゴール・シコルスキーが発明したヘリコプター）                             |
| Г    | Гжель(グジェリ、モスクワ市近郊のモスクワ州の村と同名の村の陶芸品)                               |
| Г    | Гагарин（ユーリイ・ガガーリン、最初の宇宙飛行士）                                               |
| Д    | Достоевский（フョードル・ドストエフスキー、作家）                                               |
| Е    | Екатерина II（エカチェリーナ2世、ロシアの女帝）                                                 |
| Ё    | Ёжик в тумане（霧につつまれたハリネズミ、ロシアのアニメ）                                       |
| Ж    | Жуковский（ニコライ・ジュコーフスキー、物理学者）                                               |
| З    | Зерноочистительная машина（トウモロコシ収穫機）                                                 |
| И    | Российская Империя（ロシア帝国）                                                                |
| Й    | Чайко́вский（ピョートル・チャイコフスキー、音楽家）                                              |
| К    | Кандинский（ワシリー・カンディンスキー、画家）                                                  |
| Л    | Луноход（ルノホート計画、ロシアの月探査計画）                                                   |
| М    | Малевич（カジミール・マレーヴィチ、画家）                                                       |
| Н    | Набоков（ウラジーミル・ナボコフ、作家）                                                         |
| О    | Орбитальная станция（宇宙ステーション）                                                         |
| П    | Периодическая таблица（ドミトリ・メンデレーエフが考案した元素表）                               |
| Р    | Русский балет Дя́гилева（セルゲイ・ディアギレフが主宰したバレエ・リュス）                        |
| С    | Спутник-1（スプートニク1号、最初の人工衛星）                                                    |
| Т    | Толстой（レフ・トルストイ、作家）                                                               |
| Т    | Телевидение（ボリス・ロージングが発明したテレビ）                                               |
| У    | Шапка-Ушанка（ロシア帽）                                                                        |
| Ф    | Фишт（フィシュト山、大カフカース山脈最北西部の標高2808mの山で、ソチ近郊。フィシュトスタジアム） |
| Х    | Хохлома（ホフロマ、ロシアの塗り物）                                                             |
| Ц    | Циолковский（コンスタンティン・ツィオルコフスキー、多段階ロケットの考案者）                     |
| Ч    | Чехов（アントン・チェーホフ、作家）                                                             |
| Ш    | Шагал（マルク・シャガール、画家）                                                               |
| Щ    | Щусев（アレクセイ・シューセフ、建築家）                                                         |
| Ъ    | Пушкинъ（アレクサンドル・プーシキン、詩人）                                                     |
| Ы    | Мы（私たち）                                                                                    |
| Ь    | Любовь（愛）                                                                                    |
| Э    | Эйзенштейн（セルゲイ・エイゼンシュテイン、映画監督）                                            |
| Ю    | Парашют（グレープ・コテルニコフが発明したパラシュート）                                         |
| Я    | Россия（ロシア）                                                                                |

人工雪の舞う中、ロシアの各民族衣装を着用した約180名が「美しき太陽に栄えあれ」を合唱。
アレクサンドル・ボロディンの『だったん人の踊り』が演奏される中で、5つの巨大な雪の結晶の電飾がスタジアムのフィールドの上に懸垂された。これは中央が開きやがて輪になり五輪になるはずであった。しかし端の一つが輪にならず雪の結晶の電飾が五輪に代わるという演出は失敗した。
欠陥について、エルンストは以下のように指摘している。「およそまともな人なら、開かなかった雪の結晶ごときで、2時間半以上といわれる式典で混乱することはない」
ロシアでのテレビ放送では機械は見られなかった。ロシアではこのシーンはリハーサルの成功したものに放送局が切り替えたのである。

### 国歌とオリンピック賛歌
スレテンスキー修道院の男声合唱団がロシア連邦国歌を歌唱した。その間240人のボランティアが白、青、赤の衣装を着てロシアの国旗になるように整列し、それが波打つように見えるマスゲームを演じた。
ソプラノ歌手アンナ・ネトレプコが男声合唱団とともにオリンピック賛歌を歌唱した。

### 選手入場

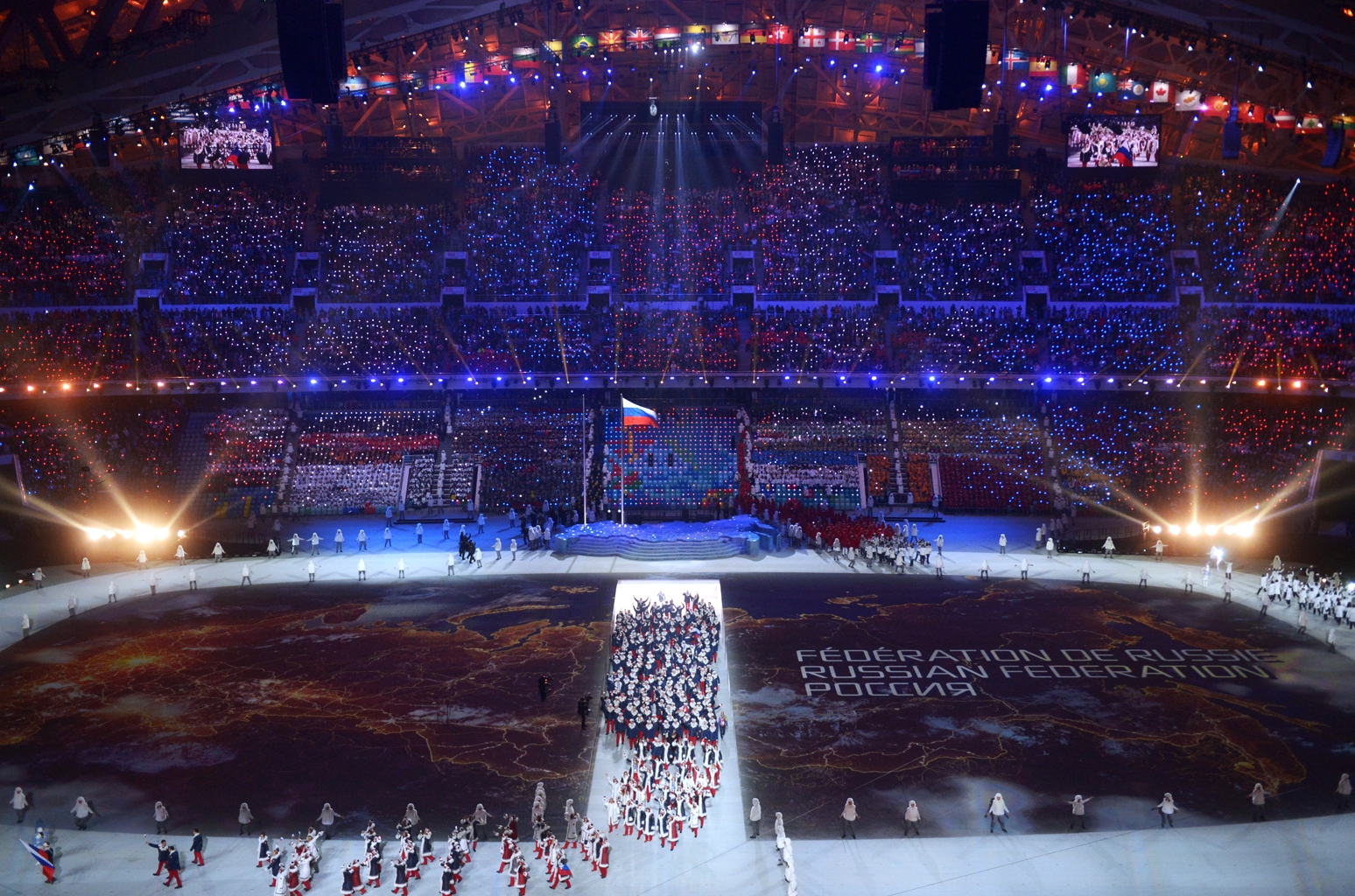
ロシア選手団の入場。フィールドにはロシアの地図が映され、「ロシア連邦」とフランス語、英語で「ロシア」とロシア語とそれぞれ添えられている。

スタジアムには選手団のための座席が用意されており、参加国の選手団もアトラクションを鑑賞できるようにプログラムに配慮がなされた。夜の地球の球体のオブジェがスタジアムに現れそれが消えるとスタジアムのフィールドの中央に地下と連絡するスロープが登場した。選手団は地下からスロープを登り、トラックを回り座席に誘導されることになった。その間、フィールドには参加国の国土の表す地図が表示される演出がなされた。この「地図表示の演出」に際しては日本の北方領土（道東）など「ロシアとの紛争地域」は雲で隠される処理がとられた。これに対してアブハジア問題や南オセチア紛争などを抱えるグルジアは自国の地図の多くを雲に隠され、同国政府を憤慨させた。選手団入場行進は最初はオリンピック発祥国ギリシャの選手団が、最後は開催国であるロシアの選手団が入場する以外は、各国のロシア語での名称でロシア語に使用するキリル文字の順番(上の表参照)で入場することになった。ちなみに日本選手団(Япония)の入場はロシア選手団の前とかなり遅い順番だった。コールは、フランス語、英語、ロシア語の順番でなされた。
入場行進の間、ロシア人のDJによるモダンダンスミュージックがBGMに流された。（ロシアの入場時のみ、t.A.t.uの『Nas Ne Dogonyat』が流れた。）

#### 参加国・地域
出典：
| No. | 参加国                   | 参加国のロシア語表記                    | 旗手（桃色の欄は女性を表す）                            | 旗手の出場競技                                          |
| --- | ------------------------ | --------------------------------------- | ------------------------------------------------------- | ------------------------------------------------------- |
| 1   | ギリシャ                 | Греция                                  | パナイオタ・ツァキリ                                    | クロスカントリー                                        |
| 2   | オーストラリア           | Австралия                               | アレックス・プリン                                      | スノーボード                                            |
| 3   | オーストリア             | Австрия                                 | マリオ・シュテヒャー                                    | ノルディック複合                                        |
| 4   | アゼルバイジャン         | Азербайджан                             | フアド・グリエフ                                        | ノルディック複合                                        |
| 5   | アルバニア               | Албания                                 | エルヨン・トラ                                          | アルペンスキー                                          |
| 6   | アンドラ                 | Андорра                                 | ミレイラ・ギュテレス                                    | アルペンスキー                                          |
| 7   | アルゼンチン             | Аргентина                               | クリスティナ・シマリ・ビルクネル                        | アルペンスキー                                          |
| 8   | アルメニア               | Армения                                 | セルゲイ・ミカエリャン                                  | クロスカントリー                                        |
| 9   | イギリス領ヴァージン諸島 | Британские Виргинские острова           | ピーター・クルック                                      | フィギュアスケート                                      |
| 10  | ベラルーシ               | Республика Беларусь                     | アレクセイ・グリイシン                                  | フィギュアスケート                                      |
| 11  | ベルギー                 | Бельгия                                 | ハンナ・マリアン                                        | ボブスレー                                              |
| 12  | バミューダ               | Бермуды Острова                         | タッカー・マーフィー                                    | クロスカントリー                                        |
| 13  | ブルガリア               | Болгария                                | マリア・キルコヴァ                                      | アルペンスキー                                          |
| 14  | ボスニア・ヘルツェゴビナ | Босния и Герцеговина                    | ジャナ・ノヴァコヴィチ                                  | アルペンスキー                                          |
| 15  | ブラジル                 | Бразилия                                | ジャクリーン・マウラオ                                  | バイアスロン クロスカントリー                           |
| 16  | マケドニア共和国         | Бывшая югославская Республика Македония | ダルコ・ダムジョノヴスキ                                | クロスカントリー                                        |
| 17  | イギリス                 | Великобритания                          | ジョン・エリー                                          | ショートトラック                                        |
| 18  | ハンガリー               | Венгрия                                 | ベルナデット・ハウドゥム                                | ショートトラック                                        |
| 19  | ベネズエラ               | Венесуэла                               | アントニオ・パルド                                      | アルペンスキー                                          |
| 20  | アメリカ領ヴァージン諸島 | Виргинские острова Соединенных Штатов   | ジャスミン・キャンベル                                  | アルペンスキー                                          |
| 21  | ドイツ                   | Германия                                | マリア・ヘフィル・リーシュ                              | アルペンスキー                                          |
| 22  | 香港 (2014冬季)          | Гонконг                                 | 呂品韜                                                  | ショートトラック                                        |
| 23  | グルジア                 | Грузия                                  | ニーノ・ツィクラウリ                                    | アルペンスキー                                          |
| 24  | デンマーク               | Дания                                   | レネ・ニールセン                                        | カーリング                                              |
| 25  | ドミニカ国               | Доминика                                | ガリーニ・ディ・シルヴェスティリ                        | クロスカントリー                                        |
| 26  | ジンバブエ               | Зимбабве                                | ルーク・スタイン                                        | アルペンスキー                                          |
| 27  | イスラエル               | Израиль                                 | ウラディスラフ・ビカノフ                                | ショートトラック                                        |
| 28  | イラン                   | Иран                                    | フサイン・サヴェ・シェムシャキ                          | アルペンスキー                                          |
| 29  | アイルランド             | Ирландия                                | クノール・ライン                                        | アルペンスキー                                          |
| 30  | アイスランド             | Исландия                                | セバール・ビルギソン                                    | クロスカントリー                                        |
| 31  | スペイン                 | Испания                                 | ハビエル・フェルナンデス                                | フィギュアスケート                                      |
| 32  | イタリア                 | Италия                                  | アルミン・ツェゲラー                                    | リュージュ                                              |
| 33  | カザフスタン             | Казахстан                               | エルドス・アフマディエフ                                | クロスカントリー                                        |
| 34  | ケイマン諸島             | Каймановы острова                       | ドウ・トラバース                                        | アルペンスキー                                          |
| 35  | カナダ                   | Канада                                  | ヘイリー・ウィッケンハイザー                            | アイスホッケー                                          |
| 36  | キプロス                 | Кипр                                    | コンスタンティノス・パパミカエル                        | アルペンスキー                                          |
| 37  | キルギス                 | Киргизия                                | ドミトリー・トレフスキー                                | アルペンスキー                                          |
| 38  | 中国                     | Китайская Народная Республика           | 佟健                                                    | フィギュアスケート                                      |
| 39  | ラトビア                 | Латвия                                  | サンディス・オゾリンニュシュ                            | アイスホッケー                                          |
| 40  | レバノン                 | Ливан                                   | アレクス・モフバト                                      | アルペンスキー                                          |
| 41  | リトアニア               | Литва                                   | デイヴィダス・スタグニウナス                            | フィギュアスケート                                      |
| 42  | リヒテンシュタイン       | Лихтенштейн                             | ティナ・ヴァイラテル                                    | アルペンスキー                                          |
| 43  | ルクセンブルク           | Люксембург                              | カリ・ペータース                                        | クロスカントリー                                        |
| 44  | マルタ                   | Мальта                                  | エリーゼ・ペレグリン                                    | アルペンスキー                                          |
| 45  | モロッコ                 | Марокко                                 | アダム・ラムハメディ                                    | アルペンスキー                                          |
| 46  | メキシコ                 | Мексика                                 | フベルトゥス・フォン・ホーヘンローエ                    | アルペンスキー                                          |
| 47  | モルドバ                 | Молдавия                                | ヴィクトル・ピンザル                                    | バイアスロン                                            |
| 48  | モナコ                   | Монако                                  | オリヴィエ・ジェノー                                    | アルペンスキー                                          |
| 49  | モンゴル                 | Монголия                                | ボルド・バヤンドルジ                                    | クロスカントリー                                        |
| 50  | 個人参加（インド）       | Независимые участники                   | SOCOG(ソチオリンピック大会組織委員会)からのボランティア | SOCOG(ソチオリンピック大会組織委員会)からのボランティア |
| 51  | ネパール                 | Непал                                   | ダチリ・シェルパ                                        | クロスカントリー                                        |
| 52  | オランダ                 | Нидерланды                              | ヨリン・テル・モルス                                    | スピードスケート ショートトラック                       |
| 53  | ニュージーランド         | Новая Зеландия                          | シェーン・ダビン                                        | スピードスケート                                        |
| 54  | ノルウェー               | Норвегия                                | アクセル・ルンド・スヴィンダル                          | アルペンスキー                                          |
| 55  | パキスタン               | Пакистан                                | ムハンマド・カリム                                      | アルペンスキー                                          |
| 56  | パラグアイ               | Парагвай                                | ユリア・マリーノ                                        | フリースタイルスキー                                    |
| 57  | ペルー                   | Перу                                    | ロベルト・カルセレン                                    | クロスカントリー                                        |
| 58  | ポーランド               | Польша                                  | ダヴィッド・クプチュク                                  | ボブスレー                                              |
| 59  | ポルトガル               | Португалия                              | アルトゥール・アンセ                                    | アルペンスキー                                          |
| 60  | 韓国                     | Республика Корея                        | 李奎爀                                                  | スピードスケート                                        |
| 61  | ルーマニア               | Румыния                                 | エヴァ・トファルヴィ                                    | バイアスロン                                            |
| 62  | サンマリノ               | Сан-Марино                              | ヴィンチェンツォ・ミケロッティ                          | アルペンスキー                                          |
| 63  | セルビア                 | Сербия                                  | ミランコ・ペトロヴィチ                                  | バイアスロン クロスカントリー                           |
| 64  | スロバキア               | Словакия                                | ズデノ・ハーラ                                          | アイスホッケー                                          |
| 65  | スロベニア               | Словения                                | トマシュ・ラズィンガル                                  | アイスホッケー                                          |
| 66  | アメリカ合衆国           | Соединенные Штаты Америки               | トッド・ロドウィック                                    | ノルディック複合                                        |
| 67  | タジキスタン             | Таджикистан                             | アリシェル・クドラテフ                                  | アルペンスキー                                          |
| 68  | タイ                     | Таиланд                                 | カネット・スチャリタクル                                | アルペンスキー                                          |
| 69  | チャイニーズタイペイ     | Китайский Тайбэй                        | 宋青陽                                                  | スピードスケート                                        |
| 70  | 東ティモール             | Восточный Тимор                         | ヨハン・グート・ゴンサルヴェシュ                        | アルペンスキー                                          |
| 71  | トーゴ                   | Того                                    | マチルド・アミヴ・プチジャン                            | アルペンスキー                                          |
| 72  | トンガ                   | Тонга                                   | ブルーノ・バナニ                                        | リュージュ                                              |
| 73  | トルコ                   | Турция                                  | アルペル・ウチャル                                      | フィギュアスケート                                      |
| 74  | ウズベキスタン           | Узбекистан                              | クセーニャ・グレゴルヴナ                                | アルペンスキー                                          |
| 75  | ウクライナ               | Украина                                 | ワレンチナ・シェフチェンコ                              | クロスカントリー                                        |
| 76  | フィリピン               | Филиппины                               | マイケル・クリスティアン・マルチネス                    | フィギュアスケート                                      |
| 77  | フィンランド             | Финляндия                               | エンニ・ルカヤヴニ                                      | スノーボード                                            |
| 78  | フランス                 | Франция                                 | ジャゾン・ラミー＝シャプイ                              | ノルディック複合                                        |
| 79  | クロアチア               | Хорватия                                | イヴィツァ・コステリッチ                                | アルペンスキー                                          |
| 80  | モンテネグロ             | Черногория                              | タリク・ハジッチ                                        | アルペンスキー                                          |
| 81  | チェコ                   | Чехия                                   | シャールカ・スタラホヴァ                                | アルペンスキー                                          |
| 82  | チリ                     | Чили                                    | ドミニク・オホコ                                        | フィギュアスケート                                      |
| 83  | スイス                   | Швейцария                               | シモン・アマン                                          | スキージャンプ                                          |
| 84  | スウェーデン             | Швеция                                  | アンデスル・セデルグレン                                | クロスカントリー                                        |
| 85  | エストニア               | Эстония                                 | インドレク・トブレルトゥス                              | バイアスロン                                            |
| 86  | ジャマイカ               | Ямайка                                  | マーヴィン・ディクソン                                  | ボブスレー                                              |
| 87  | 日本                     | Япония                                  | 小笠原歩                                                | カーリング                                              |
| 88  | ロシア (開催国)          | Российская Федерация                    | アレクサンドル・ズブコフ                                | ボブスレー                                              |

### マスコット

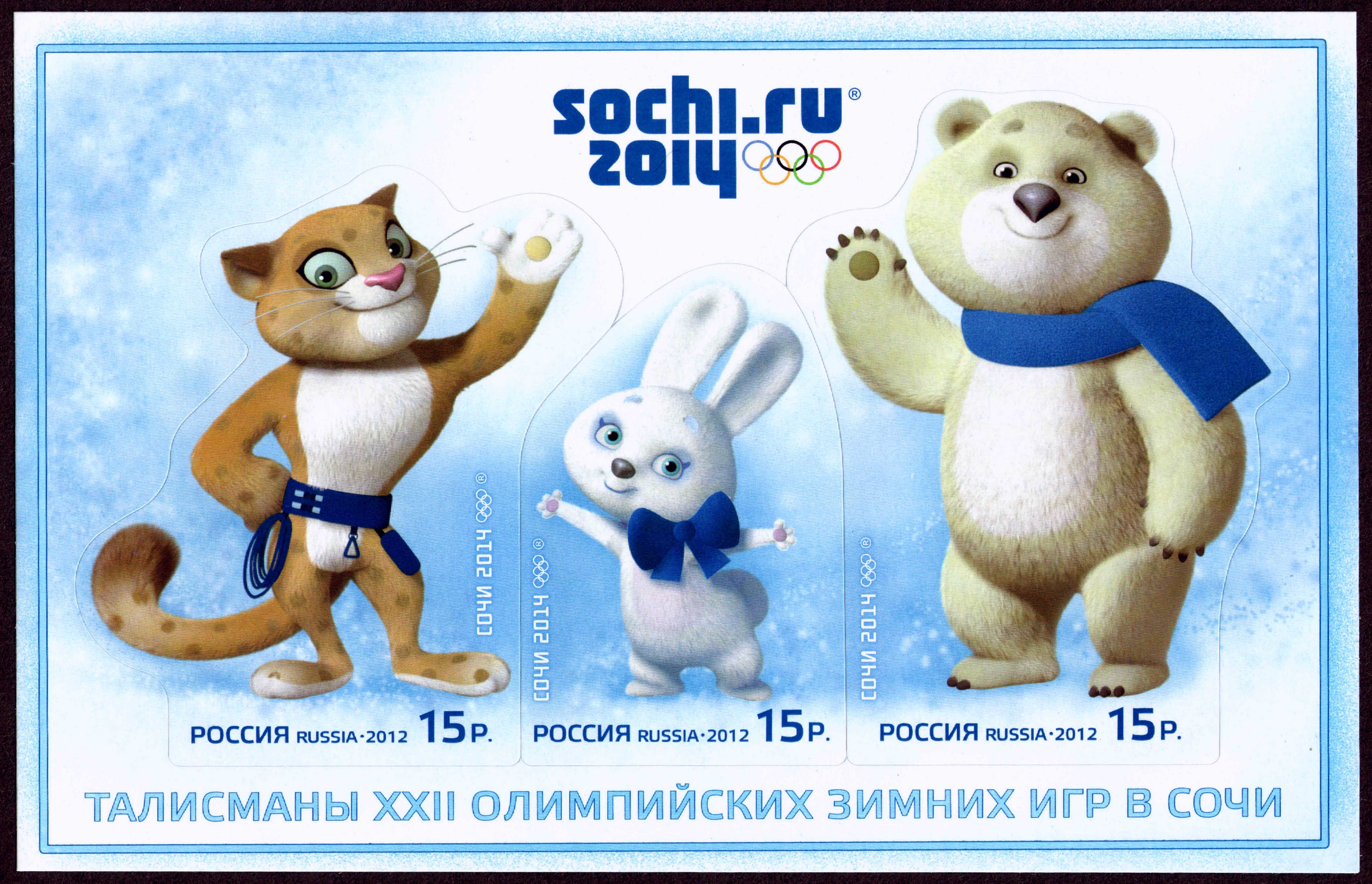
ソチオリンピックの大会マスコット

1980年のモスクワオリンピックに触れたのち、3つの本大会の巨大なマスコットキャラクター（ホッキョクグマ、ユキヒョウ、野ウサギ）が会場に姿を現した。

### パフォーマンス

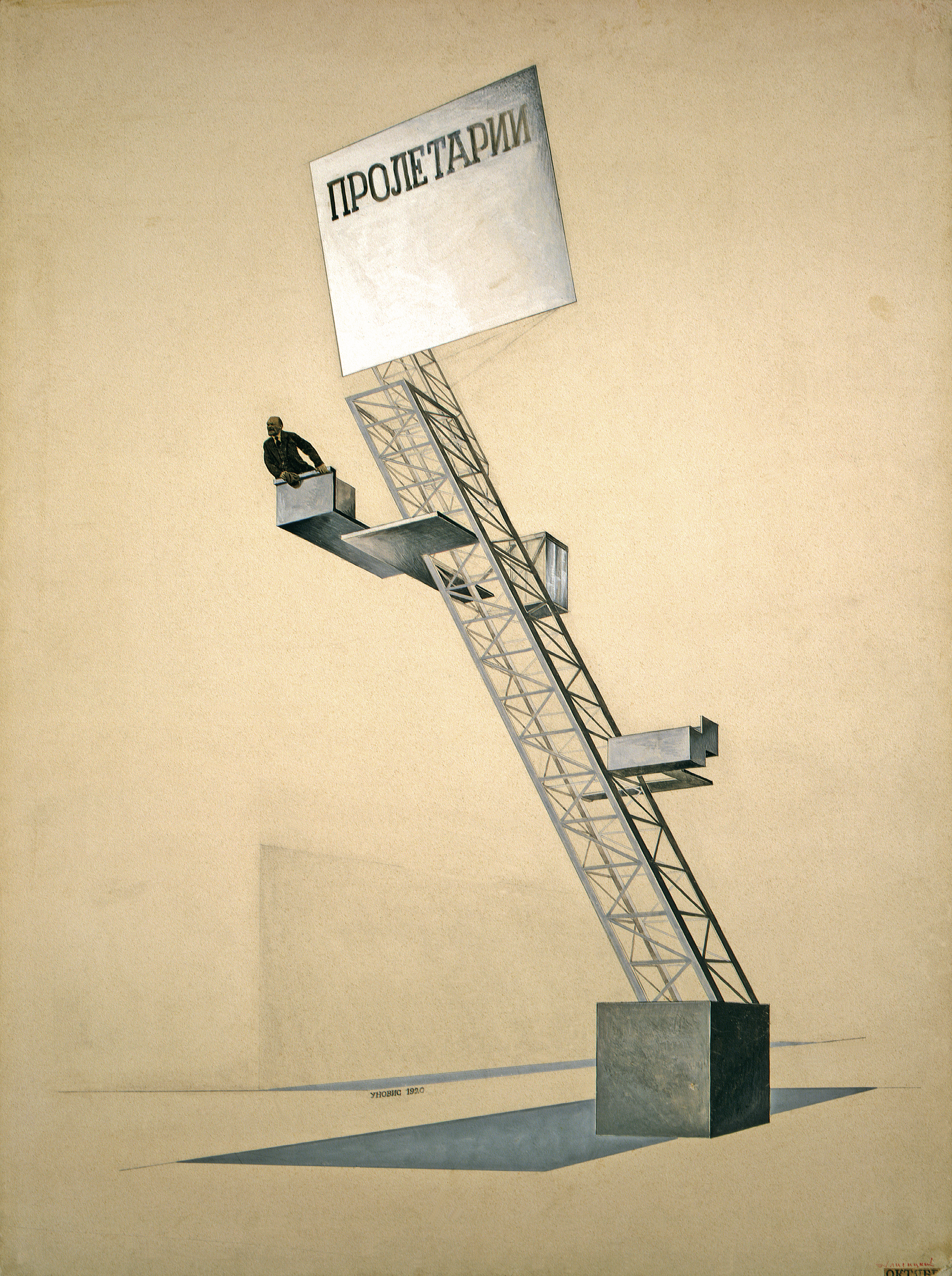
エル・リシツキー、「レーニントリビュート」

開会式は、主にクラシック音楽と巨大な造形物に焦点があてられた。

まず、ロシアの建設の歴史の映画がスクリーンに映された。それは、オリンピック発祥の地ギリシャとロシアが琥珀の道を通じて古代から交流があったことに触れ、原初年代記にある中世のロシアの木造建築からピョートル1世大帝のサンクトペテルブルク建設、そして近代の電燈のともった帝政末期のロシア、重工業化がすすめられたソビエト連邦時代のロシアと各時代ロシア人の建設の営みが描かれ最後にオリンピックスタジアムを建設するいまのロシアで終わる。
パフォーマーの多くが平和を象徴する白い服を着用していた。3000人以上ものパフォーマーと2000人以上のボランティアが参加した。1万人もの人々が開会式の組織と挙行に助力した。130以上ものプロジェクターと260万ルーメンの光が床に3D映像を映し出した。

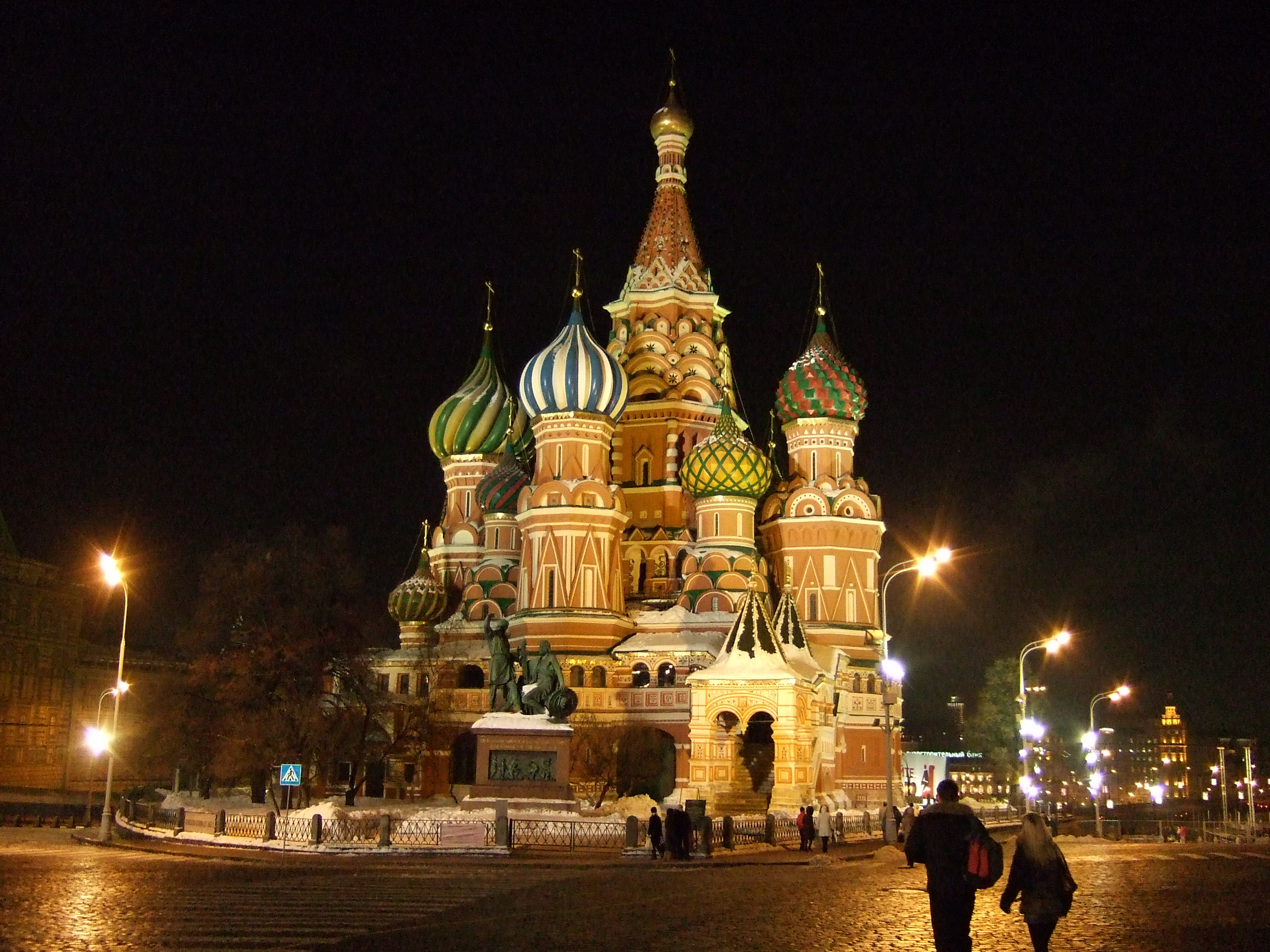
モスクワの聖ワシリイ大聖堂。イヴァン4世雷帝がカザン・ハン国のとの戦いの勝利を記念して建設した。

パフォーマンスはロシアの芸術、音楽、バレエに触れ、(前述のリュボフも含めた)子どもの目を通してのロシアの歴史旅行である。パフォーマンスは、
聖ワシリイ大聖堂やピョートル大帝の海軍建設、サンクトペテルブルク建設などを含む中世から現代いたるロシアの歴史である。

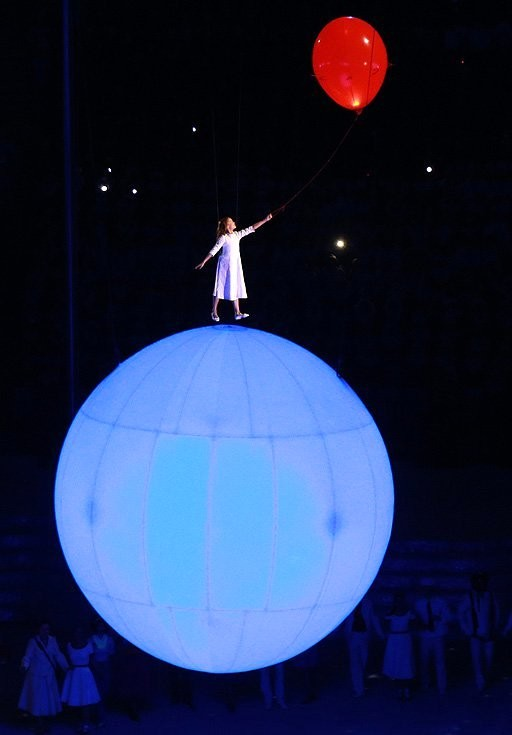
地球を表す青い風船の上に舞い、共産主義を示す赤い風船を空に飛ばすリサ・テムニコヴァ

まず、会場の宙に太陽をイメージした赤い円形の電飾と白い馬の牽くトロイカのイルミネーションが懸垂されゆっくりと移動する。これはロシアの国民的作家ニコライ・ゴーゴリの『死せる魂』をモチーフにしたものであり、トロイカは後でソビエト時代のアトラクションで再び登場する。

#### 聖ワシリイ大聖堂
聖ワシリイ大聖堂をイメージしたカラフルな玉ねぎ頭の塔のフロートが群れを成してスタジアムに押し寄せ、カラフルな模様の光がプロジェクターによって重ねられる。そこをコサックなどロシア諸民族の民族衣装を着たダンサーが踊る。聖ワシリイ大聖堂をイメージしたフロートはやがて宙に浮き退場する。

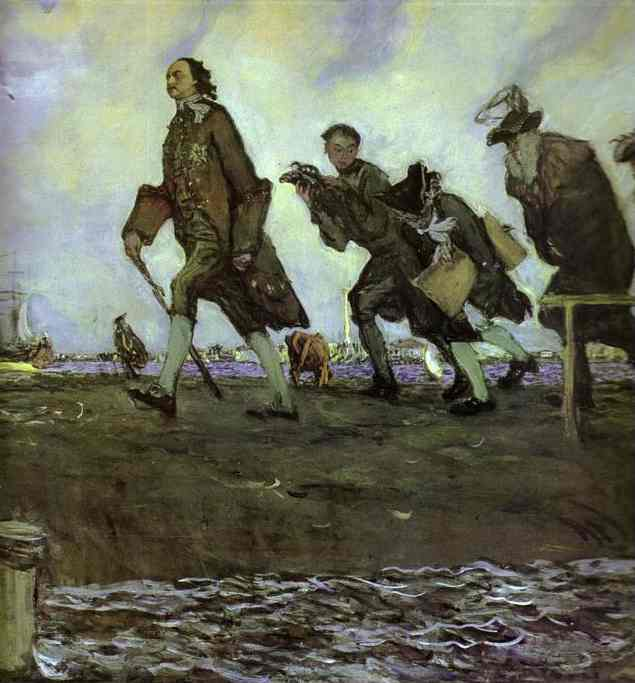
サンクトペテルブルク建設を視察するピョートル大帝

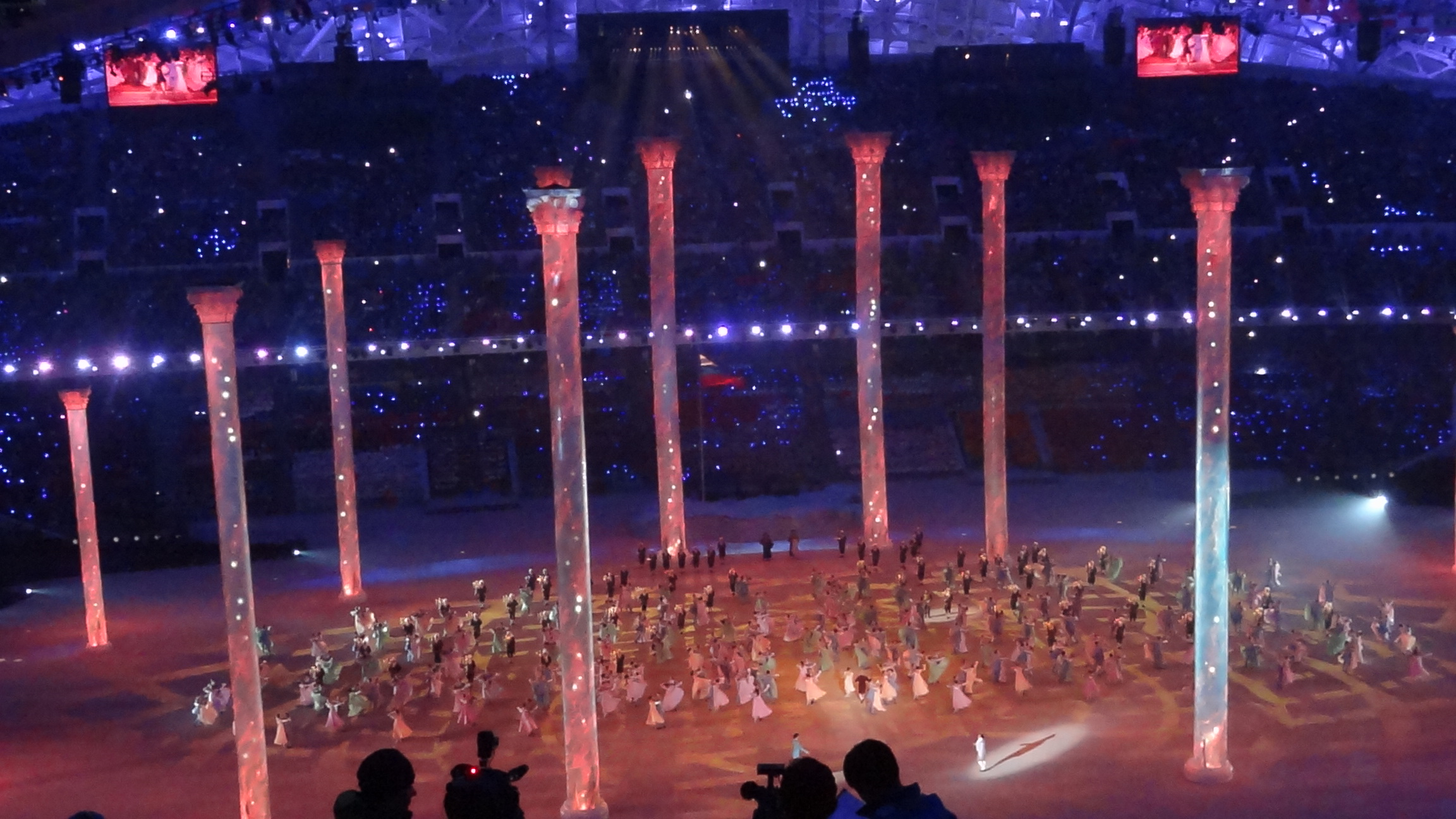
戦争と平和の舞踏会場面

#### ピョートル大帝の海軍建設とサンクトペテルブルク造営
そしてフィールドには銅版画のような描線の海と帆船の映像が映し出され、映し出された帆船にはピョートル大帝が乗っている。大帝がバルチック艦隊など海軍建設に尽力した故事であり、海からネヴァ川の河口へと映像は移り大帝の最大の偉業である帝都サンクトペテルブルク建設を紹介する。フィールドには帝都ペテルブルクの地図が映され、その上を軍人にふんしたダンサーたちが行進する。

#### レフ・トルストイ『戦争と平和』
軍隊がサンクトペテルブルクの舞踏会場に到着すると、ドレスを着た女性ダンサーたちが多数現れ軍人たちとダンスを踊り始める。14本の円柱が現れ、フィールドは舞踏会場とかわり、ラド・ポクリタル（Radu Poklitar）振付のレフ・トルストイの『戦争と平和』の「ナターシャの最初の舞踏会」の場面が再現され、『戦争と平和』のヒロインのナターシャ・ロストワ役にふんしたボリショイバレエのスヴェトラーナ・ザハーロワ、アンドレイ・ニコラーエヴィチ・ボルコンスキィ公爵役をマリインスキー・バレエ団のダニラ・コルスンツェフ(Данила Корсунцев)、さらには1812年のフランスとの戦争で活躍し、その回顧録が『戦争と平和』の資料に使用された実在の軍人デニス・ダヴィドフ中将役をアメリカン・バレエ・シアター団員、イワン・ワシリーエフが華麗な踊りを披露したほかボリショイバレエのナターシャの父イリヤ・アンドレイヴィチ・ロストフ伯役にウラジーミル・ワシーリエフ（Vladimir Vasiliev）、ピエール・ベズウホフ伯役にボリショイバレエのアレクサンドル・ペトゥコフ（Alexandr Petukhov）ら往年の名ダンサーが脇を固めた。

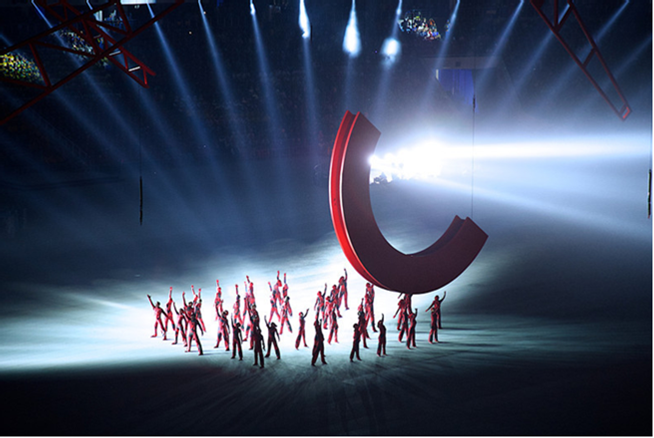
共産主義の赤とソ連時代の重工業化の象徴の鉄。アトラクションでは赤い鉄のトロイカが登場した。

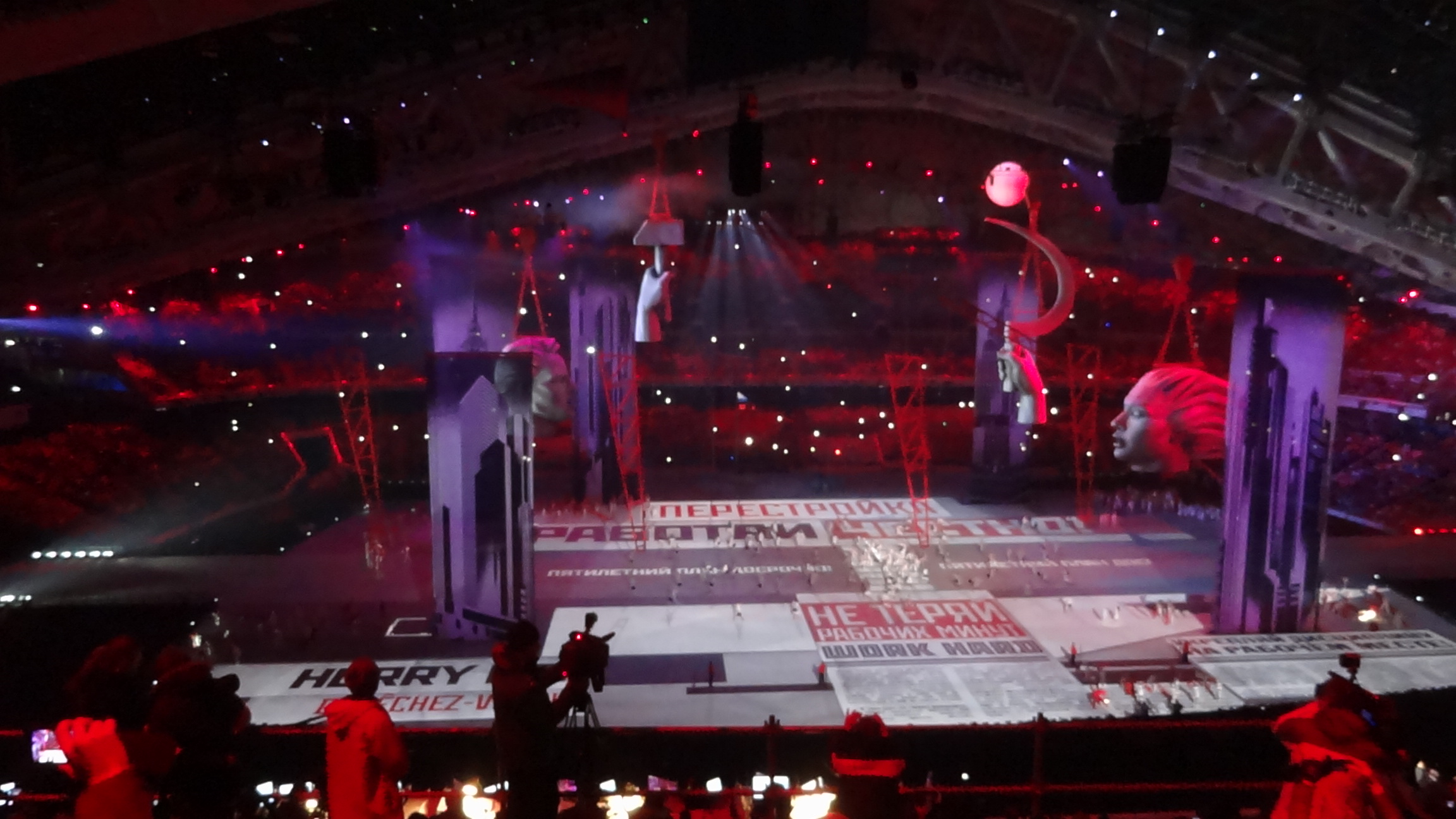
摩天楼とスローガン、社会主義の象徴である鎌とハンマーなどを題材にしたソ連時代のアトラクション

#### ロシア革命以降のソビエト時代
14の円柱が立ちならびそれが消えるとロシア革命のシーンに変わった。そしてここでソビエト連邦時代のロシアを紹介に移る。まずロシアアバンギャルドと呼ばれるソ連時代の前衛芸術が紹介される。しかし第一次世界大戦を表す暗転ののちステージは共産主義の赤一色となる。そして機関車、飛行機、ロケットが現れ、さらに鉄骨による鉄のトロイカが現れたほか、スターリン様式の摩天楼が印刷された柱が床から現れ、鎌と槌や社会主義リアリズムのオブジェが登場する。

#### 第2次世界大戦以降のソビエト時代とその終わり
摩天楼が林立し、人と車の行き交うモスクワの賑わいが、当時の自動車の走行と男女のダンサーたちの群舞で表現され、さらに男女のペアが乳母車を引くことで、ソ連時代のベビーブームの到来を表現した。車中の映像も映し出された。
ここでリュボフは地球を表す青い風船の上に舞い、共産主義を示す赤い風船を空に飛ばし、歴史の旅を終える。

### 開会宣言
ソチオリンピック組織委員会のドミトリー・チェルニシェンコ会長とIOCのトーマス・バッハ会長のスピーチがなされたのち、
プーチン大統領はバッハIOC会長の要請に応じる形で開会を宣言した。

### 平和の象徴の鳩

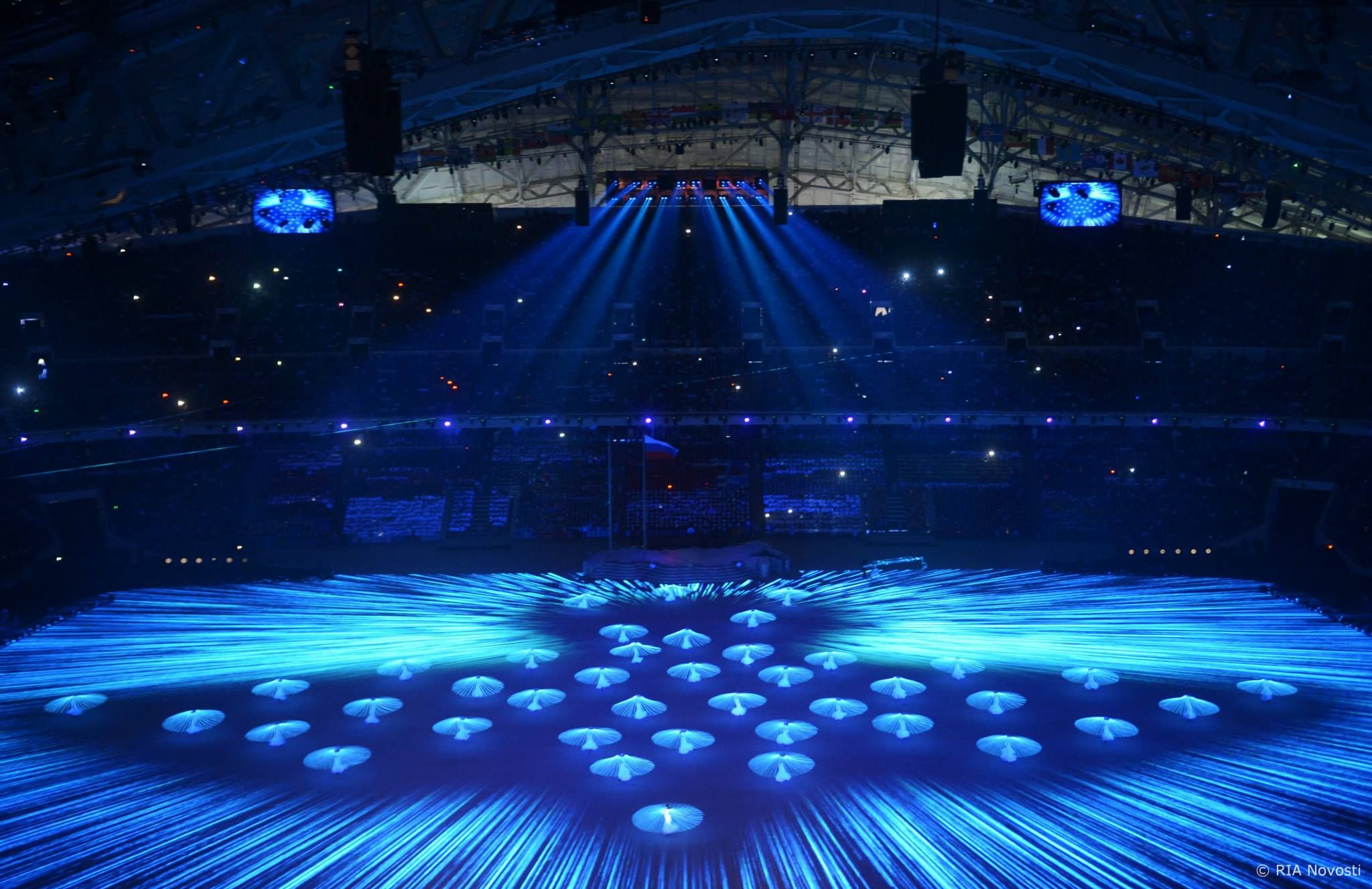
平和の象徴、鳩を表す群舞。

チャイコフスキーの『白鳥の湖』が流れる中、ディアナ・ヴィシニョーワはじめ女性バレエダンサーによる遠心力を利用した回転白傘的な群舞が演ぜられ最後にダンサーたちは開会式に使用することが義務付けられている「平和の象徴の鳩」の形になるように並んだ。。

### オリンピック旗掲揚

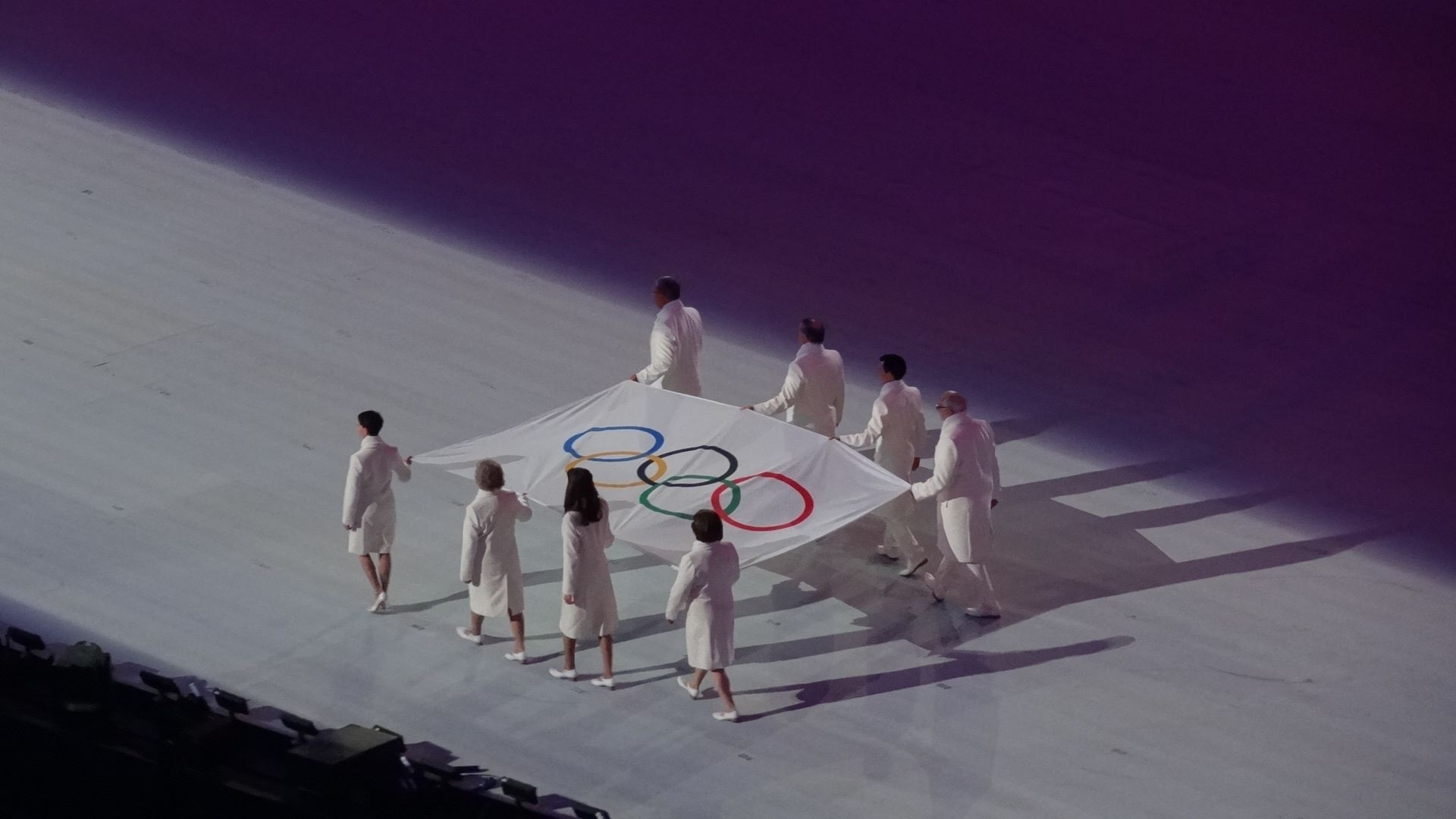
2014年ソチオリンピック開会式のオリンピック旗運搬中

こののち、チャイコフスキーの『戴冠式祝典行進曲』にのってオリンピック旗がヴァレリー・ゲルギエフ、ワレンチナ・テレシコワ、ニキータ・ミハルコフ、チュルパン・ハマートヴァ、リディア・スコブリコーワ、ヴァチェスラフ・フェティソフ、アナスタシア・ポポヴァ、エレクトロニック・スポーツ2006年世界チャンピオンのアラン・エニレエフによって掲揚台に運ばれ、オリンピック賛歌がロシア語で歌唱されるなか掲揚された。そして「オリンピックの神々」として会場に「各競技の星座」のようなイルミネーションが闇の中で白く光り輝き、会場は次第に暗く静かになり聖火を待つだけとなった。アイスホッケーのイルミネーションがシュートすると、聖火の到着の合図となった。

### 宣誓と聖火

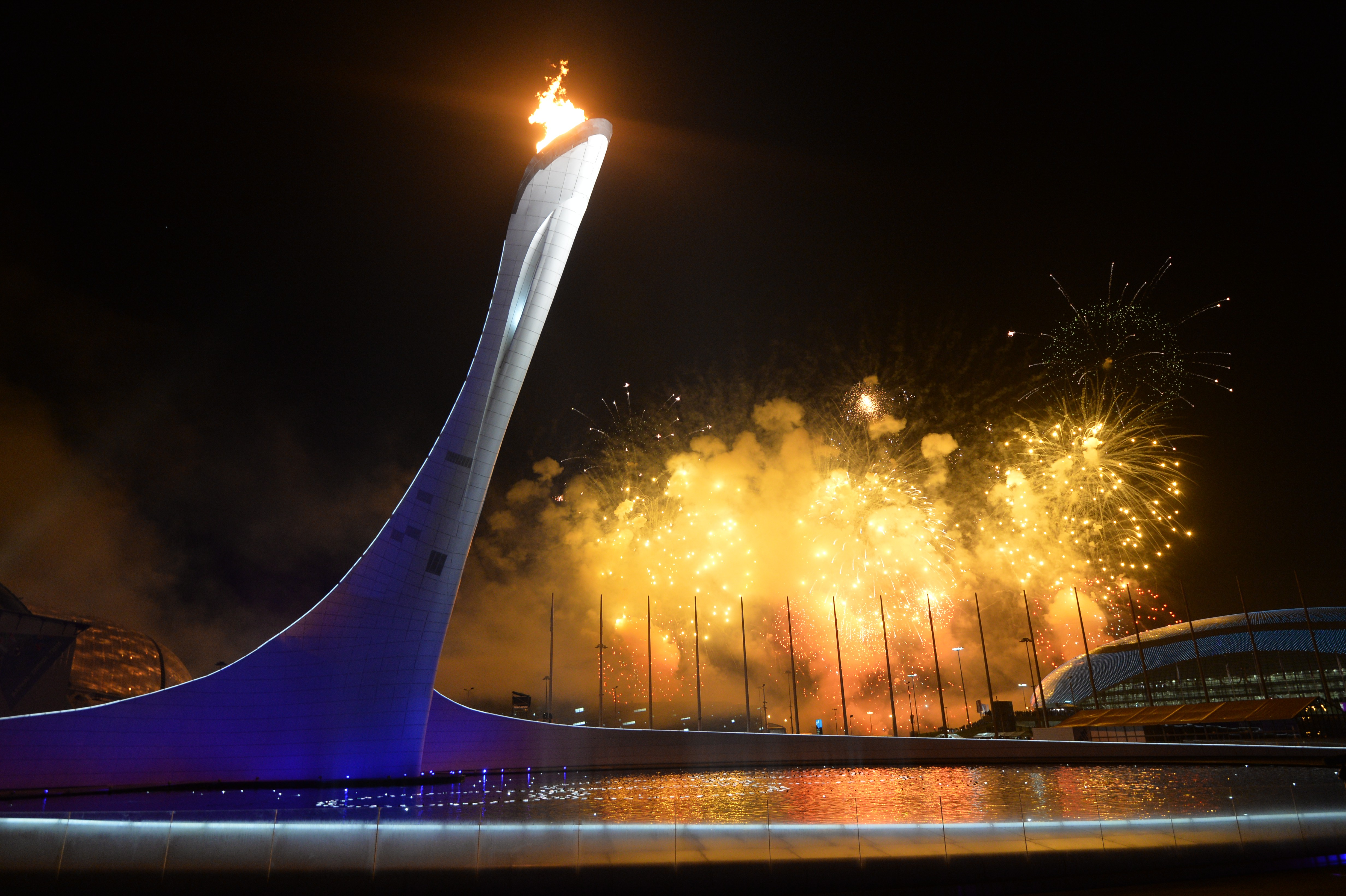
聖火台は会場の外にあるため点火は花火で知らされた。

オリンピック宣誓は、すべての競技者を代表してショートトラックスピードスケートのルスラン・ザハロフが、すべての審判を代表して元クロスカントリースキーのヴャチェスラフ・ヴォロージンが、すべてのコーチを代表してアナスタシア・ポプコワが行った。
テニスのマリア・シャラポワが聖火をスタジアムに運び、シャラポワは陸上・棒高跳びのエレーナ・イシンバエワに聖火を渡し、さらに聖火はイシンバエワから元レスリングのアレクサンドル・カレリンが受け取った。カレリンは元新体操のアリーナ・カバエワに聖火を渡し、元フィギュアスケートのイリーナ・ロドニナがカバエワから聖火を受け取るとすぐ隣にいる元フィギュアスケートのウラディスラフ・トレティアクから聖火を渡すと、聖火トーチを持って二人は一緒に聖火をスタジアムの外へと運び、イーゴリ・ストラヴィンスキーの『火の鳥』の「フィナーレ」が演奏されるなかソチオリンピックパークのソチメダルプラザに設置してある聖火台に点火した。聖火の点灯はスタジアムとほかの競技会場には華やかな花火の打ち上げによって知らされた。
22トンもの花火がチャイコフスキーの『くるみ割り人形』の「トレパーク」『眠りの森の美女』の序曲が演奏される中打ち上げられた。
そしてゲオルギー・スヴィリードフの『吹雪』の「ワルツ」、アラム・ハチャトゥリアンの『仮面舞踏会』のワルツが流れる中、引き続き花火が打ち上げられ続け約3時間にわたる開会式は幕を閉じた。

## 使用楽曲の作曲家
- ピョートル・チャイコフスキー:『白鳥の湖』『くるみ割り人形』『眠りの森の美女』『戴冠式祝典行進曲』
- アレクサンドル・ボロディン:『イーゴリ公』
- イーゴリ・ストラヴィンスキー:『春の祭典』『火の鳥』
- ゲオルギー・スヴィリードフ:『時よ、前進』『吹雪』
- アラム・ハチャトゥリアン:『ガイーヌ』『仮面舞踏会』
- アルフレート・シュニトケ:『合奏協奏曲第1番』

## 出席国家元首・首脳
44の国家元首と政府要人が開会式に出席した。
 出席したのは以下の人物。
- ハミド・カルザイ
- イルハム・アリエフ
- セルジ・サルキシャン
- ヴェルナー・ファイマン
- アレクサンドル・ルカシェンコ
- ロセン・プレヴネリエフ大統領 プラメン・オレシャルスキ首相
- 習近平
- イヴォ・ヨシポヴィッチ
- ミロシュ・ゼマン
- フレゼリク王子
- アンドルス・アンシプ
- サウリ・ニーニスト大統領ユルキ・カタイネン首相
- カロロス・パプーリアス
- アーデル・ヤーノシュ
- オラフル・ラグナル・グリムソン
- エンリコ・レッタ
- ファイサル王子
- 安倍晋三[17]
- ヌルスルタン・ナザルバエフ
- アンドリス・ベールジンシュ
- ナジーブ・ミーカーティー
- アドリアン・ハスラー
- アルギルダス・ブトケヴィチュース
- アンリ大公
- ジョルゲ・イヴァノフ
- ユリエ・レアンカ
- ツァヒアギーン・エルベグドルジ
- フィリップ・ヴヤノヴィッチ
- アルベール大公、シャルレーヌ妃[27]
- アブデルイラーフ・ベン・キーラーン
- ウィレム・アレクサンダー国王、マキシマ王妃、マルク・ルッテ[28]
- 金永南
- ヴィクトル・ポンタ
- トミスラヴ・ニコリッチ
- ディディエ・ビュルカルテ
- イヴァン・ガシュパロヴィッチ
- エモマリ・ラフモン
- レジェップ・タイイップ・エルドアン
- グルバングル・ベルディムハメドフ
- ヴィクトル・ヤヌコーヴィチ
- イスラム・カリモフ
- パン・ギムン

## 日本での放送
NHK総合テレビジョン（キャスター：阿部渉アナウンサー・廣瀬智美アナウンサー）とNHKラジオ第一放送(実況:杉澤僚アナウンサー、解説:黒岩敏幸)で生中継された。開会式翌日、NHK総合テレビジョン、日本テレビ（実況：田中毅、ゲスト：櫻井翔（嵐））で録画放送された。